# RUR-5 ASROC

El ASROC (de inglés Anti-Submarine ROCket) es un sistema de misiles antisubmarinos todo-tiempo y toda-condición del mar. Fue desarrollado por la Armada de los Estados Unidos en la década de 1950, desplegado en la de 1960, modernizado en la de 1990, y finalmente instalado en unos 200 buques de la Armada de los Estados Unidos entre cruceros, destructores y fragatas. Los ASROC han sido desplegados en distintas armadas de otros países, incluidas las de Los Estados Unidos Mexicanos, Canadá, Alemania, España, Italia, Japón, República de China, Grecia o Pakistán entre otras.

## Descripción
Después de que un buque de superficie, un avión de patrulla, o un helicóptero ASW  detecte un submarino enemigo, mediante el uso del  sonar o/y otros sensores, pueden transmitir la posición del mismo a un buque aliado equipado con un ASROC para atacarle. En ese momento, el buque atacante, dispara un misil ASROC que puede transportar un torpedo o una bomba nuclear de profundidad (NDB) en una trayectoria balística no guiada de seguimiento del objetivo. En un punto predeterminado de la trayectoria del misil, la carga se separa frenando su caída con un paracaídas, permitiéndole de este modo una entrada a baja velocidad en el agua, con un ruido mínimamente detectable. La entrada en el agua, activa el torpedo, que se guía mediante su sistema de sonar, pudiendo usar tanto el activo, como el pasivo. 
En los casos en los que el misil ASROC portaba una NDB, la bomba no guiada, se hundía rápidamente hasta alcanzar una profundidad predeterminada a la que era detonada. Los ASROC con armas nucleares, no fueron usados tras las dos pruebas de 1961 y 1962. Finalmente, los límites del tratado de prohibición de pruebas nucleares, prohibían las pruebas nucleares subacuaticas. Los ASROC nucleares, nunca fueron usados en combate. Un misil ASROC nuclear, podía transportar hipotéticamente una cabeza nuclear W-44 de 10 kilotones, aunque las cabezas nucleares W44, fueron retiradas en 1989, momento en el que fueron retiradas de servicio todas las bombas de profundidad nucleares.

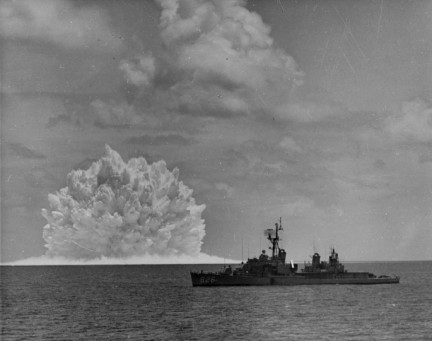
Destructor USS Agerholm disparando un ASROC con carga de profundidad nuclear durante las Swordfish de 1962.

El primer sistema ASROC usado, el lanzador MK-112 Matchbox, fue desarrollado en la década de 1950, e instalado en la década de 1960. Este sistema, quedó desfasado en la década de 1990, y fue reemplazado con el lanzador vertical para ASROC RUM-139, o VLA.

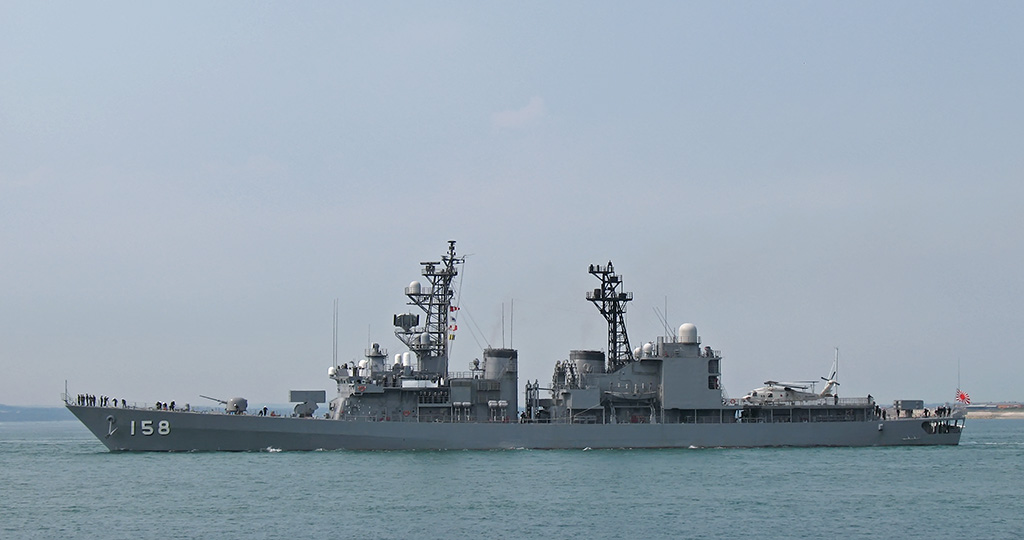
Lanzador ASROC montado tras el Otobreda de 76 mm de un destructor de clase Asagiri Umigiri (DD-158), fotografiado el 28 de julio de 2008 al partir de la base naval de Portsmouth, Reino Unido.

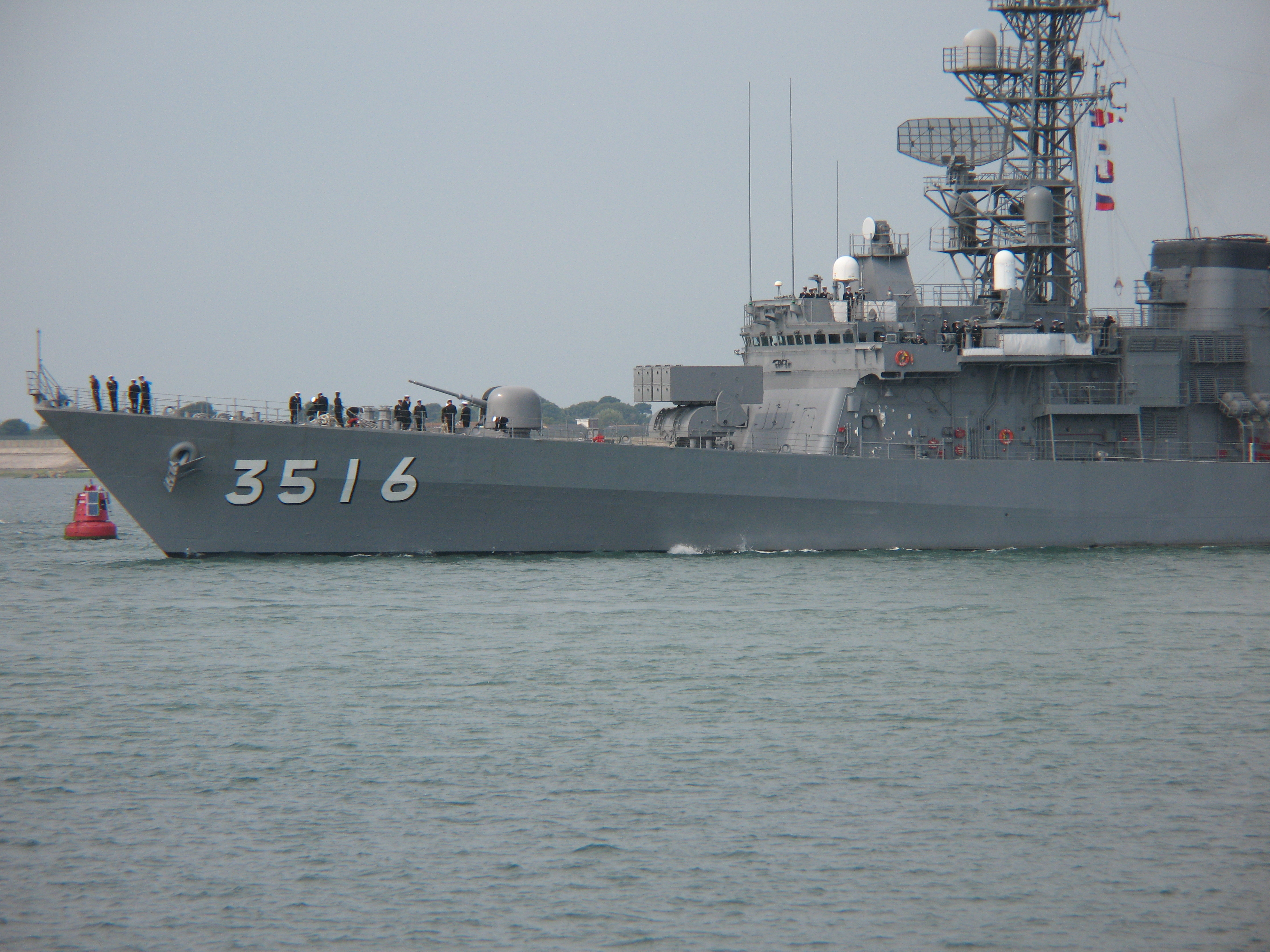
En la fotografía, se observan las portas de recarga del lanzador ASROC del destructor japonés Asagiri (DD-156), renumerado TV-3516 tras ser recalificado como buque de entrenamiento, fotografiado el 28 de julio de 2008 al partir de la base naval de Portsmouth, Reino Unido.